# はにんす宜野湾
はにんす宜野湾（はにんすぎのわん）は、沖縄県宜野湾市大山にある複合商業施設である。

## 概要
元々はダイエーホールディングコーポレーションの関連会社がディベロッパーとして建設し、管理運営を行っていた。ダイエー撤退後は外資系が所有し、2012年に浦添市の企業が所有権を買収した。
看板やフロアマップには「Bay Court HANINS Ginowan」と記載されている。施設名は、宜野湾市森の川の天女伝説に登場する「飛衣（とびんす）羽衣（はにんす）」に由来し、一般からの公募で決定した。
2011年7月まで中核テナントの一つであったマックスバリュはにんす宜野湾店は、宜野湾市内第1号店であり、琉球ジャスコ（現・イオン琉球）が他社運営のショッピングセンターに出店した初の店舗である。

## 沿革
- 2001（平成13）年1月25日 - 「はにんす宜野湾」開業。
- 2008（平成20年）8月31日 - ホームセンターかねひでが島尻郡与那原町東浜の「マリンプラザあがり浜へ移転するため閉店[注 1]。
- 2010（平成22）年
  - 2月21日 - 琉球ジャスコ（現・イオン琉球）が宜野湾市内第1号店となる「マックスバリュ はにんす宜野湾店」をオープン[3]。
  - 3月5日 - 「マックハウス はにんす宜野湾店」がオープン。
  - 4月21日 - 「ドラッグイレブンはにんす宜野湾店」がオープン。
- 2011（平成23）年
  - 4月6日 - 「ファッションセンターしまむら はにんす店」がオープン。
  - 7月24日 - 「マックスバリュはにんす宜野湾店」が閉店。
  - 7月27日 - マックスバリュを業態変更し「ザ・ビッグ エクスプレス はにんす宜野湾店」がオープン[注 2][4]。
- 2012（平成24）年12月18日 - グシケン商事（浦添市）が同施設の土地・建物の所有権を取得[5]。運営は豊見城市豊崎の「トミトン」も手掛けるザイマックスキューブ（東京都）に委託する。
- 2019（令和2）年6月26日 - 「ユニクロ はにんす宜野湾店」がサンエー浦添西海岸 PARCO CITYへ移転のため閉店。
- 2020（令和3）年6月22日 - 「やよい軒 はにんす宜野湾店」がオープン。

## 主な施設
- しまむら
- ザ・ビッグ エクスプレス
- シュープラザ
- スシロー
- ダイソー
- ドラッグイレブン
- マックハウス
- ハードオフ
- フトン巻きのジロー
- やよい軒
- ローソン

## 過去に存在したテナント
- ユニクロ
- 沖縄そば郷土料理 なび家
- てもみん
- ホームセンターかねひで
- マックスバリュ
- ゲームステーションパロ

## アクセス

### 路線バス
沖縄バス43番北谷線
琉球バス交通88番宜野湾線　112番国体道路線
老人ホーム愛誠園前バス停下車徒歩5分

### 注
1. ↑  「マリンプラザあがり浜」は2008年12月4日に開業した。
2. ↑  なお、イオン琉球が運営するザ・ビッグ店舗としては、初となるショッピングセンター内に入居する店舗となり、同社では初のAEONロゴ入り「AEON BIG」の看板の店舗となる。